# José Ángel Arcega
José Ángel Arcega Aperte (Saragozza, 31 maggio 1964) è un ex cestista spagnolo.
È il fratello maggiore di Fernando Arcega.

## Carriera
Con la Spagna ha disputato i Giochi olimpici di Barcellona 1992, i Campionati mondiali del 1990 e due edizioni dei Campionati europei (1987, 1989).

## Palmarès
- Copa del Rey: 2

Saragozza: 1984, 1990